# Караск, Калью Яковлевич
Калью Яковлевич Караск (эст. Kalju Karask; 28 марта 1931, Ракке, область Ляэне-Вирумаа, Эстония — 11 августа 2011, Таллин, Эстония) — советский и эстонский певец (тенор), солист театра «Эстония» (Национальная опера), Заслуженный артист Эстонской ССР (1978).

## Биография
Закончил ГИТИС. Учился у профессора Александра Ардера.
- 1953—1959 гг. играл в Эстонском драматическом театре в Таллине,
- 1959—1994 гг. — в театре «Эстония» (Национальная опера) сначала пел партии в опереттах, потом перешёл в оперу. Среди ролей: Родольфо («Богема» Дж. Пуччини), Швейк («Бравый солдат Швейк» Спадавеккиа), Отелло («Отелло» Дж. Верди ), Дик Джонсон («Девушка с золотого Запада» Пуччини), Франц Бонниус («Барбара фон Тизенхузен» Тубина), Шуйский и Голицын («Борис Годунов» и «Хованщина» М. П. Мусоргского), Дон Джером (Прокофьев «Обручение в монастыре»), Кёстер («Весна» Винтера) и многие другие.

Также снимался в кино и телеспектаклях:
- 1968 — Мужчины не плачут — певец
- 1967 — Полуденный паром — штурман (озвучил М. Пуговкин)
- 1965 — Молочник из Мяэкюла — эпизод

Заслуженный артист Эстонской ССР (1978).
В 2001 году награждён орденом Белой звезды V степени.
Премия им. Георга Отса (1998). Почётный член Союза эстонских актёров (2008).